# Caldcluvia celebica
Caldcluvia celebica là một loài thực vật có hoa trong họ Cunoniaceae. Loài này được (Blume) Hoogland mô tả khoa học đầu tiên năm 1979.